# Korbiniansbär

Der Korbiniansbär im Wappen von Papst Benedikt XVI.

Wappen von Kardinal Josef Ratzinger

Der Korbiniansbär im Freisinger Wappen

Der dem Korbiniansbär ähnliche Bär aus der Legende des Heiligen Maximinus von Trier im Wappen der Gemeinde von Pickließem

Der Korbiniansbär ist ein mit einem Packsattel dargestellter Bär, der auf eine Sage um den heiligen Korbinian, den Gründer des Bistums Freising, zurückgeht. Er riss ein Lasttier des Bischofs Korbinian, der sich auf einer Pilgerfahrt nach Rom befand. Der Heilige konnte den Bären zähmen, als Strafe bürdete er ihm dann sein Gepäck auf und wanderte mit ihm nach Rom, wo Korbinian den Bären frei ließ. „Eine einfache Interpretation dieser Symbolik sieht in dem durch die Gnade Gottes gezähmten Bären den Bischof von Freising selbst, und im Packsattel die von ihm getragene Last des Episkopats.“ Diese Legende entspricht einer älteren aus dem Leben des Heiligen Maximin von Trier aus dem 4. Jahrhundert.
Er erscheint im Stadtwappen von Freising sowie auf dem erzbischöflichen Wappen von Kardinal Josef Ratzinger und  dem päpstlichen Wappen von Benedikt XVI.

## Papst Benedikt XVI.
Die Geschichte des Korbiniansbären, insbesondere seine persönliche Beziehung dazu, wurde vom Papst Benedikt XVI. in seiner Ansprache vor der Münchner Mariensäule (siehe Bayernbesuch des Papstes, 2006) aufgegriffen. Als er 1977 vor der Entscheidung zur Amtsnachfolge von Bischof Korbinian stand, erinnerte er den Korbiniansbären, der in der christlichen Ikonografie ein Lasttier Gottes symbolisiert, das gerade durch die aufgetragene Last – mit Gedanken des heiligen Augustinus von Hippo ausgedrückt – ständig in der Nähe seines Auftraggebers, Gott, bleibt. Der Korbiniansbär ermutige den Papst „immer neu, meinen Dienst mit Freude und Zuversicht zu tun – vor dreißig Jahren wie auch nun in meiner neuen Aufgabe – und Tag für Tag mein Ja zu Gott zu sagen: Ein Lasttier bin ich für dich geworden, doch gerade so bin ich ‚immer bei dir‘ […] Der Bär des heiligen Korbinian wurde in Rom freigelassen. In meinem Fall hat der Herr anders entschieden.“ Ein Hinweis darauf, dass er als römischer Kurienkardinal ein Jahr zuvor nicht in Pension gehen konnte, sondern zum Papst gewählt wurde. „Und so stehe ich also wieder zu Füßen der Mariensäule, um die Fürsprache und den Segen der Muttergottes zu erflehen, nicht nur für die Stadt München und auch nicht nur für das liebe Bayernland, sondern für die Kirche der ganzen Welt und für alle Menschen guten Willens.“

## Sakrale Darstellung
Vom bedeutenden Bildhauer des Süddeutschen Rokokos Ignaz Günther stammt der Korbiniansaltar der Münchner Kirche St. Georg und auch eine Statue des Bären (1761) in der Pfarrkirche St. Marinus und Anianus in Rott am Inn. St. Korbinian und der Bär werden am prächtigen Korbiniansaltar (1480) der 1461–68 erbauten spätgotischen Kirche St. Korbinian in Unterassling, Tirol, mehrfach dargestellt.
Die Gemälde stammen vom Maler Friedrich Pacher (ein Verwandter von Michael Pacher), die Statue ist eines der frühesten eigenhändigen Werke vom Bildhauer Hans Klocker. Der spätgotische Flügelaltar war einst der Hochaltar (Hauptaltar) der Kirche. Als die Seitenflügel des Altars im 19. Jahrhundert verschwanden, wurde sein Mittelteil mit der Predella und der Korbinianstatue in der Kirche umgestellt. Erst 2007 tauchten die Seitenflügel des Korbinianaltars an einer Kunstauktion auf, sie wurden 2010 mit dem Mittelteil zusammengefügt und restauriert.
Im Benediktinerkloster Scheyern wird ein interessantes Jugendstil-Messgewand aufbewahrt, an dem auch ein gesticktes Bild des Heiligen mit dem Korbiniansbär (unten) sichtbar ist.

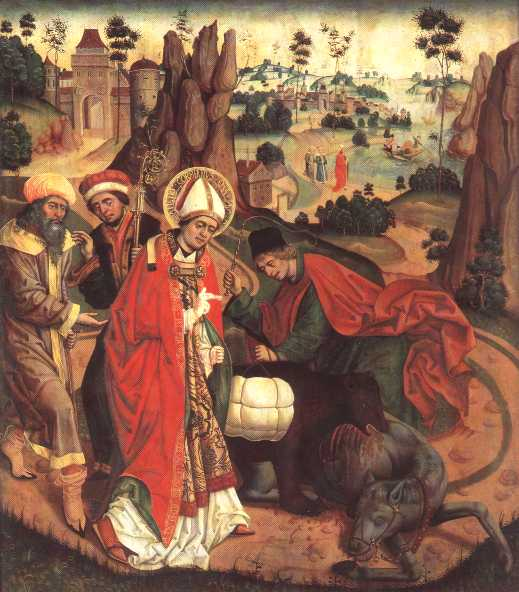
Gemälde von Jan Polack, 1489, Diözesanmuseum Freising
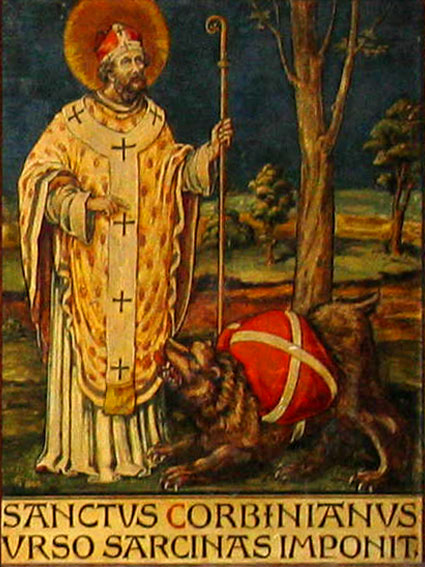
Tafelbild im Freisinger Dom St. Maria und St. Korbinian
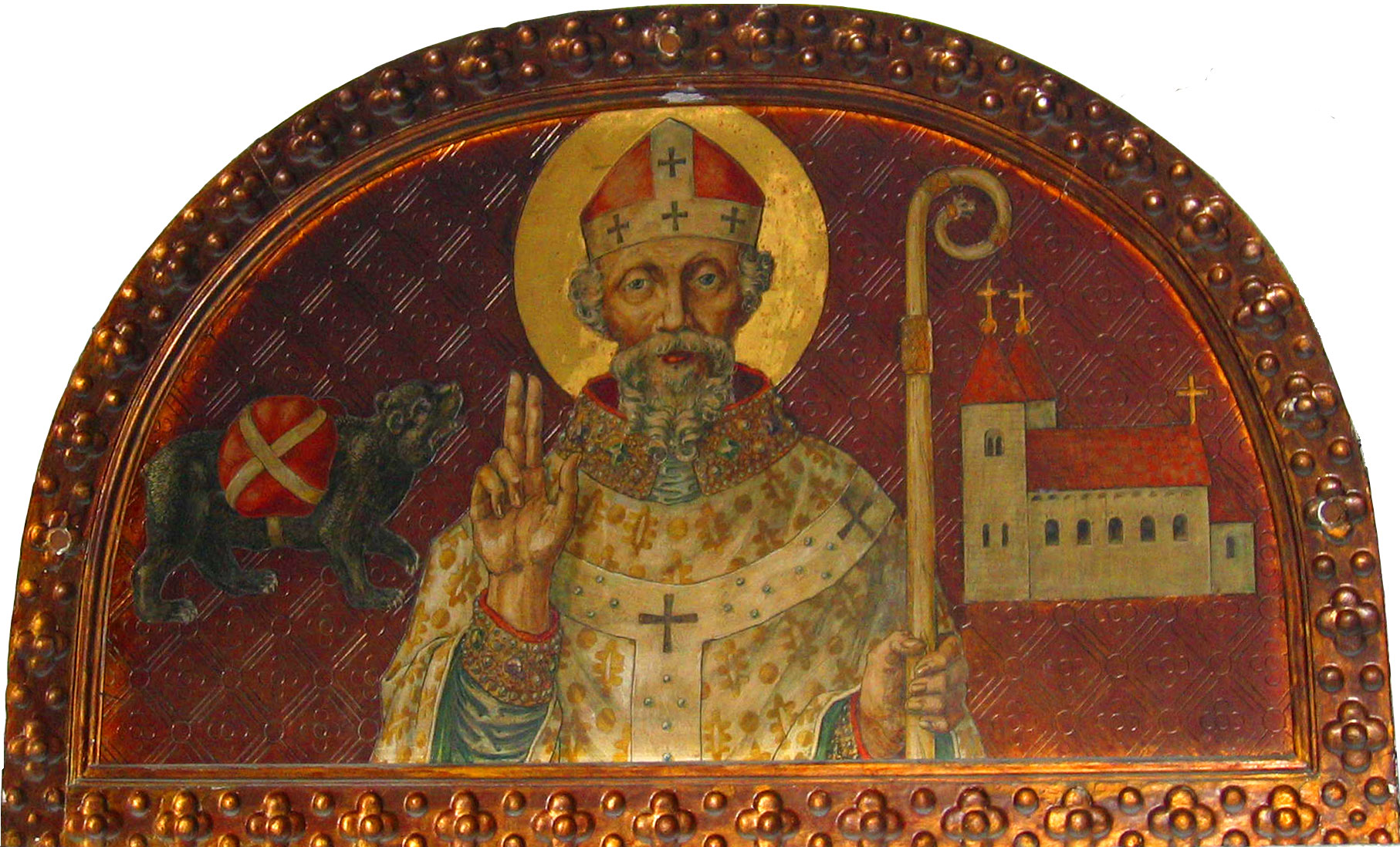
Tafelbild im Freisinger Dom
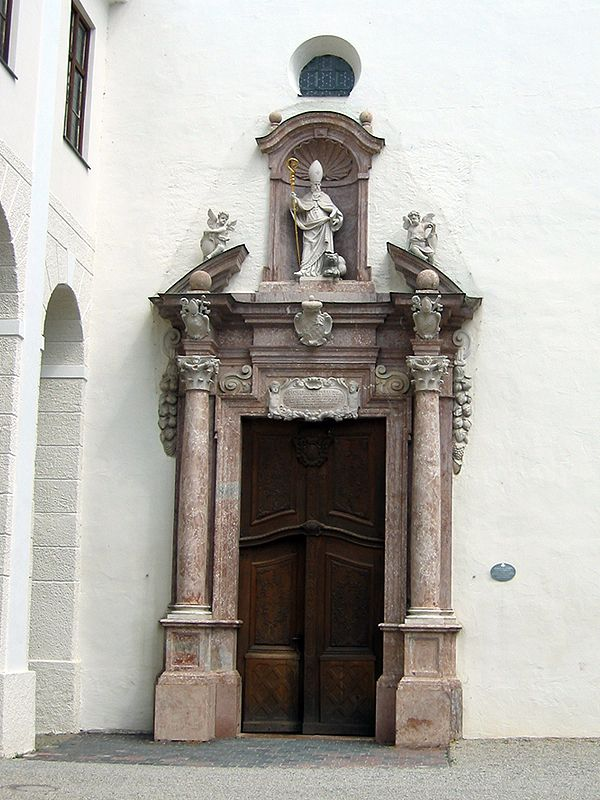
Skulptur über dem Eingang des Freisinger Doms
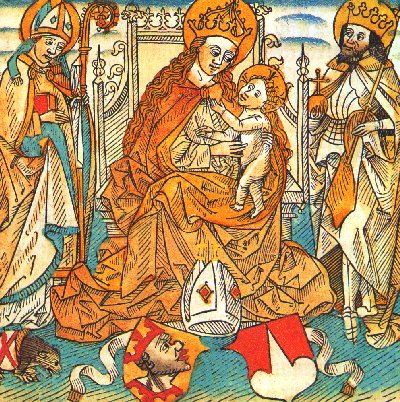
Holzschnitt wohl aus einer Chronik, 1489
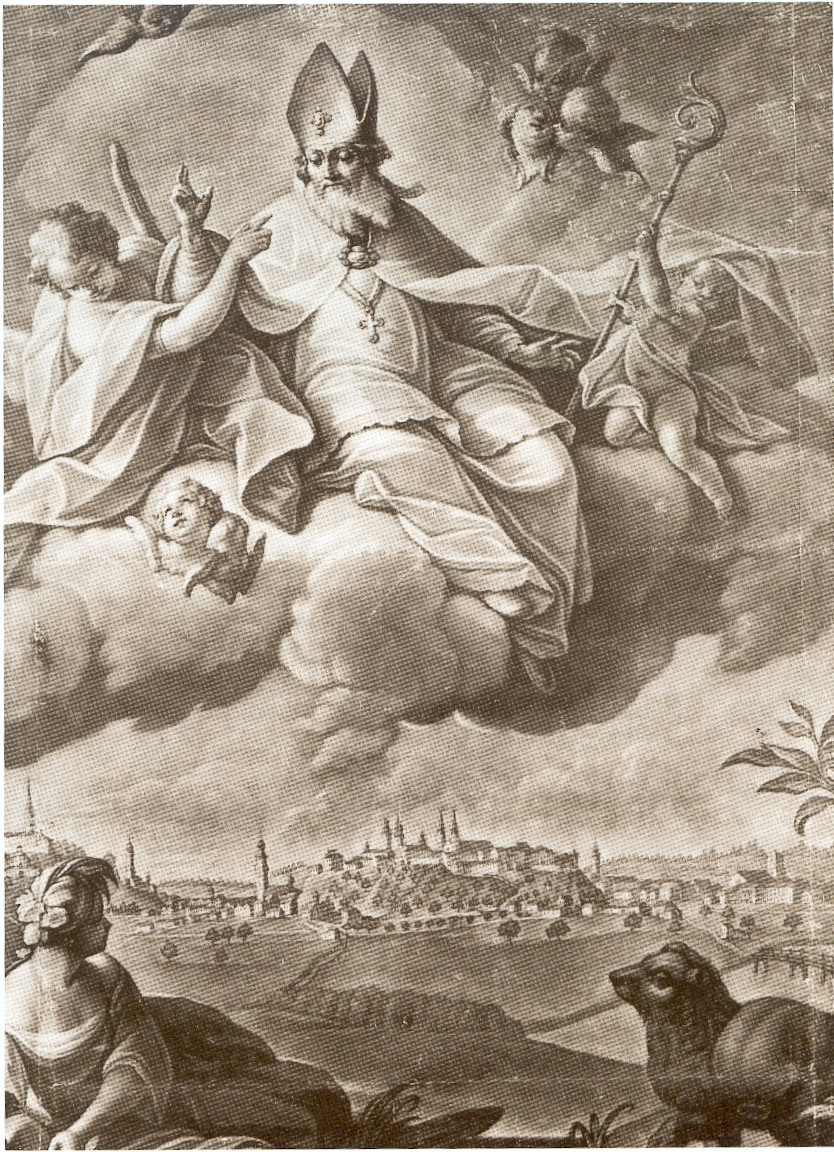
Kupferstich von Joseph Sebastian und Johann Baptist Klauber, ca. 1740–1750
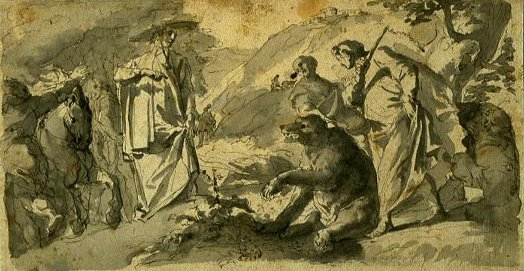
Zeichnung von Cosmas Damian Asam, ca. 1725
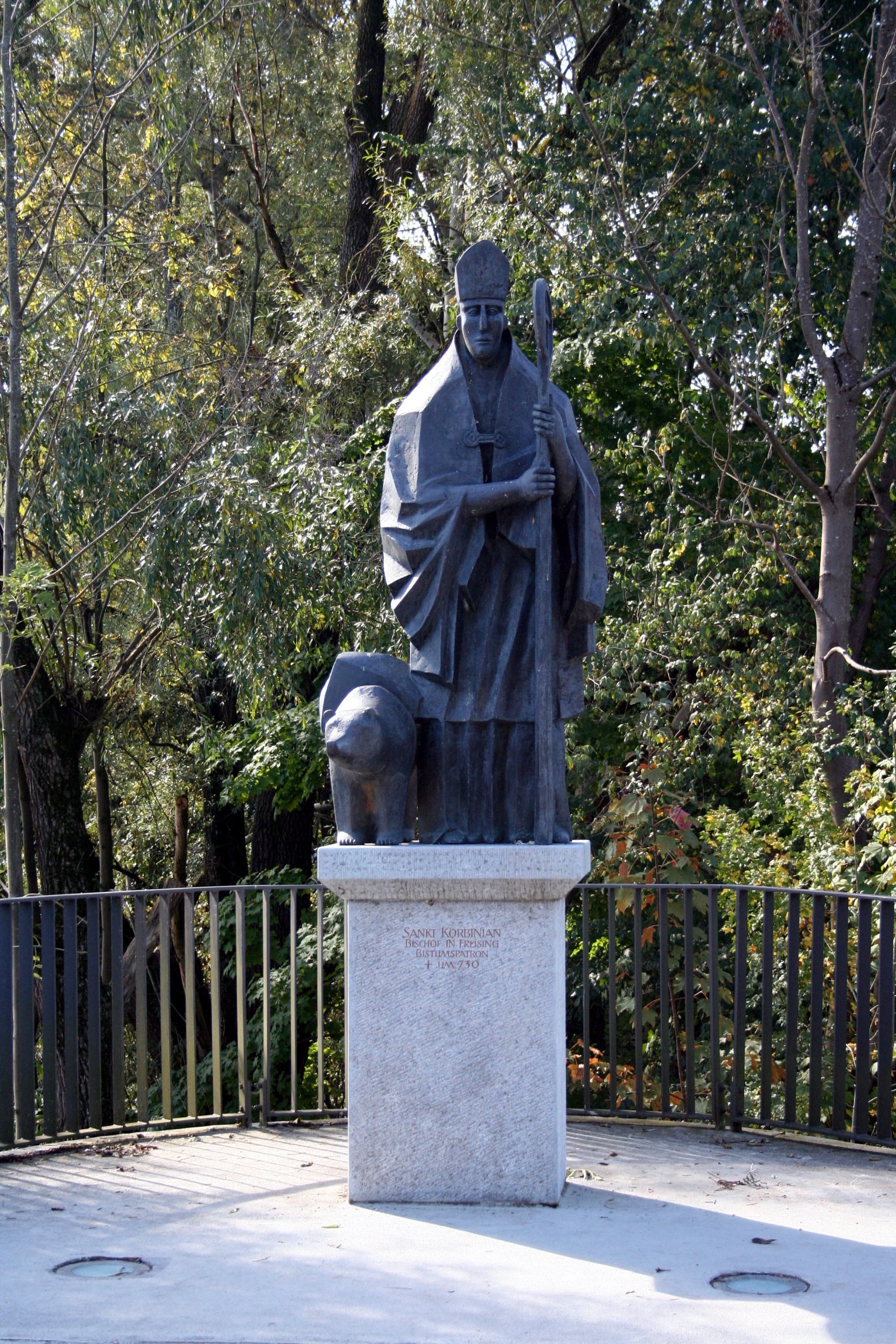
St. Korbinian-Statue an der Freisinger Korbiniansbrücke
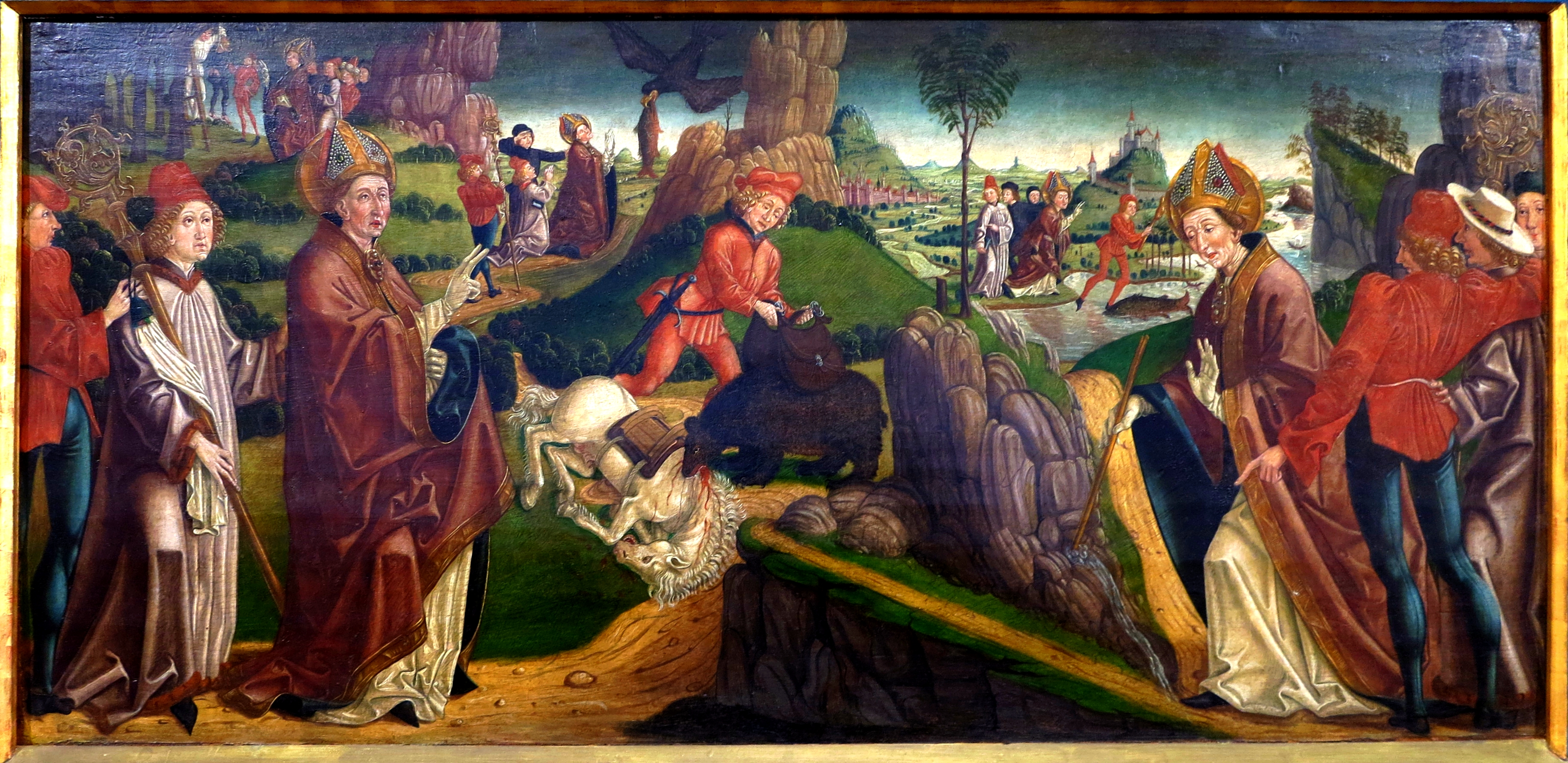
St. Korbinian-Darstellung in Unterassling, Tirol